# Francisco Vives Camino
Francisco Vives Camino (Alcalá de Henares, Madrid; 19 de agosto de 1900 - Azuqueca de Henares, Guadalajara; 5 de junio de 1997) fue un aviador militar español y el decimotercer presidente del Atlético de Madrid.

## Biografía
Francisco Vives era hijo del comandante de ingenieros Pedro Vives Vich, pionero de la aereonaútica militar española, jefe del Servicio de Aerostación creado en 1896 en Guadalajara y que dirigió hasta 1916.
Recibió el bautismo de aire en 1910, y en 1922 realizó el curso de piloto. Fue destinado a Tetuán en el Marruecos español donde tomó parte en cuantas operaciones se llevaron a cabo durante la guerra del Rif. Obtuvo posteriormente el título de Piloto Superior de Aeroplano, ascendiendo a capitán de ingenieros e incorporándose al aeródromo de Melilla, donde se hizo cargo de la Segunda Escuadrilla.
En 1925 resultó herido en combate. Tras una larga recuperación, se incorporó a la Escuadrilla de Breguet 14, bajo el mando del capitán Mariano Barberán, con la que tomó parte en el desembarco de Alhucemas.
Durante la época de los grandes raids de la aviación española fue testigo de excepción de estos viajes, participando activamente en la preparación de alguno de ellos, como el vuelo del "Cuatro Vientos", cuando desempeñaba el cargo de Agregado militar en Cuba.
En 1936 trabajó en Sevilla como ingeniero para una empresa, sumándose al movimiento militar en la base de Tablada. Participará en servicios de guerra, realizando al mismo tiempo una importante labor como jefe del Servicio de Combustibles del Arma Aérea.
El 4 de octubre de 1939 se convirtió, finalmente, en presidente del club de fútbol Athletic Aviación Club al firmarse la fusión entre los clubes de fútbol Athletic Club de Madrid y Aviación Nacional, aunque fue reemplazado en dicho puesto poco después, en el mes de diciembre, por el teniente coronel Luis Navarro Garnica.
Fue nombrado jefe del último grupo español de Savoia-Marchetti SM.79 en constituirse, el 6-G-28. Tras la contienda fue nombrado director general de Infraestructura del Ejército del Aire, ascendiendo a coronel en 1943.
En 1956 ascendió a general de brigada y en 1964 a teniente general.
Pasó a la reserva en 1966, ayudando a la creación del Servicio Histórico del Ejército del Aire y colaborando activamente con el Instituto de Historia y Cultura Aeronáuticas.
Durante toda su vida fue un incansable promotor de cuantas iniciativas condujeron a un desarrollo de la aviación en todos sus órdenes.
Falleció el 5 de junio de 1997 en Azuqueca de Henares.